# Ronald Langón
Ronald Arturo Langón (6 agosto 1939 – 31 agosto 2021) è stato un calciatore uruguaiano, di ruolo centrocampista.

## Carriera
Con la Nazionale uruguaiana ha preso parte ai Mondiali 1962.